# Konul Bunyadzade
Konul Bunyadzade (Sotk, Vardenis, 2 de noviembre de 1974) es una filósofa e investigadora azerbaiyana.
Hermana de Ulvi Bunyadzade.
Estudió en el Departamento de Traducción Árabe de la Facultad de Estudios Orientales de la Universidad Estatal de Bakú, graduada con honores.
En 1997, fue contratada como asistente de laboratorio principal en el Instituto de Filosofía y Derecho de la Academia Nacional de Ciencias de Azerbaiyán, y al mismo tiempo se aprobó su tesis. En la actualidad, trabaja como investigadora senior en el instituto, jefe del departamento de Filosofía islámica. 
Uno de los méritos de Bunyadzadeh es hablar de las ideas más generales que expresan el espíritu de la época en su conjunto, en lugar de entrar en los detalles de las enseñanzas filosóficas individuales. Es la primera experta en el campo del asesoramiento filosófico en Azerbaiyán. Ha representado a su país como ponente y moderador en conferencias y simposios internacionales en los países.